# Daedalea quercina
Daedalea quercina es una especie de hongo del orden Polyporales, y la especie tipo del género Daedalea. Es conocido comúnmente como "oak mazegill" o "maze-gill fungus" en inglés. El epíteto específico se refiere al roble, género Quercus, sobre el que crece frecuentemente, causando una podredumbre marrón. Se encuentra en Europa, Asia, África del Norte y Australasia. No es comestible, puede utilizarse como peine natural y ha sido objeto de investigaciones químicas.

## Descripción

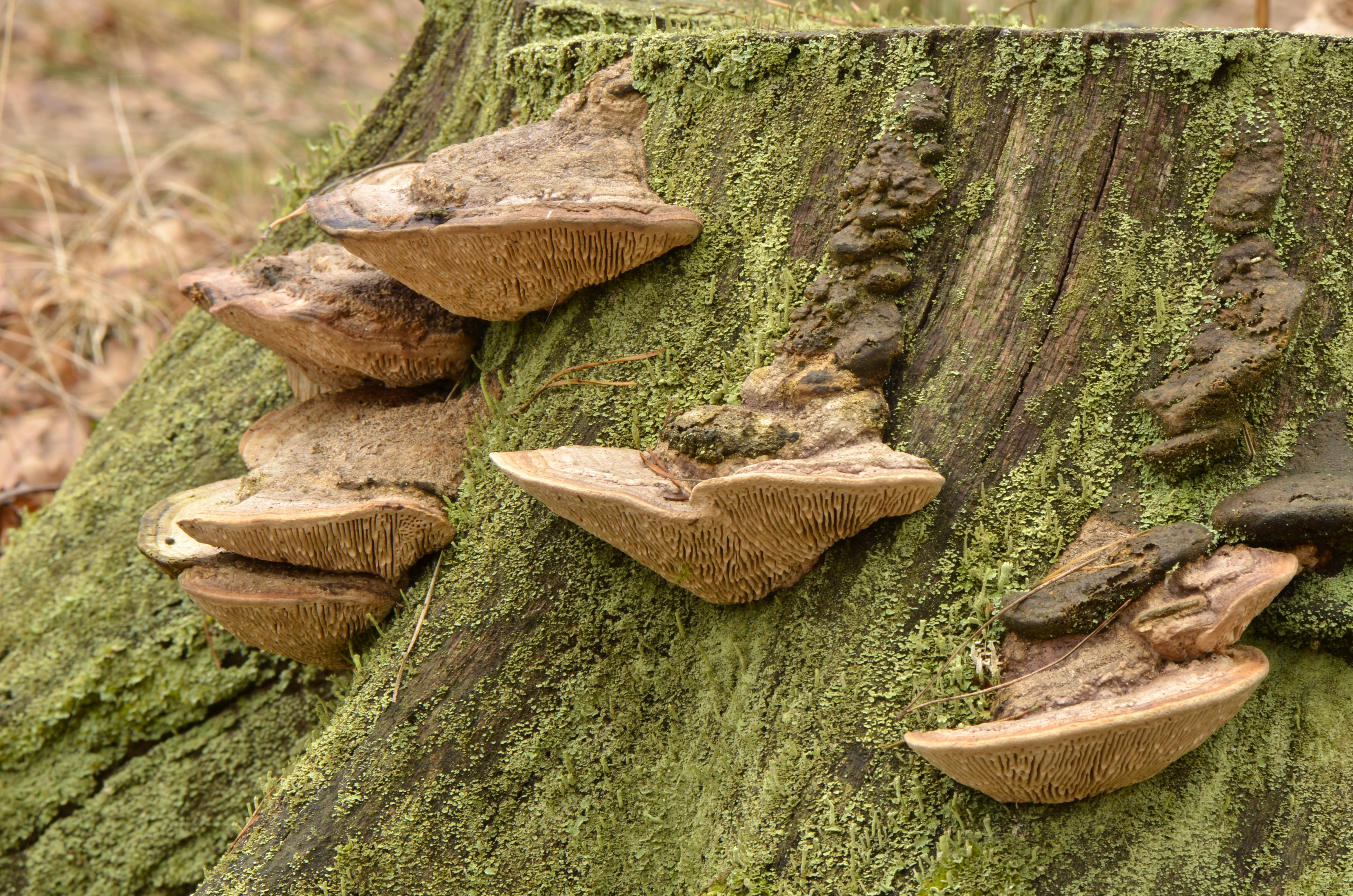
Daedalea quercina en un tronco descortezado.

Los cuerpos fructíferos sésiles en forma de abanico suelen tener un diámetro de 3 a 20 centímetros y un grosor de hasta 8 centímetros. Se encuentran solos o en grupos escalonados, generalmente en el roble en descomposición. La superficie superior del sombrero puede ser de varios tonos de marrón, y a veces es zonificada. La superficie de los poros, de color blanco a bronceado, es inicialmente porosa, pero a medida que el cuerpo del fruto madura, algunas de las paredes de los poros se rompen, formando hendiduras con tabiques romos. Esto da como resultado el característico aspecto laberíntico ("dedaloide" o "laberíntico/laberintiforme"). Las paredes de los tubos tienen una longitud de 10 a 30 mm, con paredes gruesas. Las basidiosporas son de 5-7 × 2-4 µm, lisas y de forma elíptica. En el depósito las esporas son blancas.
Este hongo no es comestible debido a su textura corchosa.
Se ha descrito una variante que tiene grandes poros angulares similares a los del género Trametes, llamada D. quercina forma trametea.

## Hábitat y distribución
Aunque D. quercina prefiere crecer en las especies de Quercus, también se ha encontrado en las especies de árboles Fagus grandifolia, Fraxinus americana, Juglans nigra y Ulmus americana.
Se encuentra en casi todos los países europeos, siguiendo el patrón de distribución de los robles. También se la ha observado en el África septentrional (Túnez), en Asia, desde el Cáucaso hasta la India y también en Australia.

## Usos
Los cuerpos fructíferos de D. quercina se han utilizado como peine natural, empleado para cepillar caballos de piel tierna. Gilbertson señala que en Inglaterra, los cuerpos fructíferos humeantes se usaban para anestesiar abejas.
Esta especie ha sido investigada para su aplicación en la biorremedación. La enzima de degradación de lignina laccasa, aislada y purificada de D. quercina, ha demostrado su uso en la biodegradación de una variedad de tintes y pigmentos tóxicos.
El compuesto quercinol (un derivado del cromeno), aislado del laberinto del roble, tiene actividad antiinflamatoria e inhibe las enzimas ciclooxigenasa 2, xantina oxidasa y peroxidasa de rábano.